# Ястржембский, Крис
Крис Ястржембский (пол. Chris Jastrzembski; род. 9 сентября 1996 года в Рендсбурге, Германия) — польский футболист и тренер. В настоящее время является тренером по физподготовке в клубе «Альтглиникке».

## Клубная карьера
Крис воспитывался в академиях нескольких немецких футбольных клубов, самым известным из которых был «Гамбург». В 2014 году он стал игроком польской «Бытовии». Его дебют за эту команду состоялся 20 сентября того же года в матче польской первой лиги против «Дольцана». Всего в своём первом сезоне на взрослом уровне Крис принял участие в 18 встречах турнира. 23 сентября 2015 года он впервые в карьере отметился забитым голом, поразив ворота «Стомиля». Крис сыграл в общей сложности в 9 матчах первой лиги сезона 2015/16. Летом 2016 года он вернулся в Германию и на протяжении 4 сезонов выступал там за клубы из низших дивизионов.
В феврале 2021 года состоялся переход Криса в фарерский клуб «Б68». Он дебютировал в составе тофтирцев 7 марта того же года в матче чемпионата Фарерских островов против клаксвуйкского «КИ». Всего полузащитник принял участие в 23 встречах в рамках первенства архипелага. Следующие 2 года Крис выступал в Исландии и Камбодже. Во второй половине сезона-2023 он вернулся на Фарерские острова и провёл 8 игр в составе «ТБ», после чего завершил карьеру игрока.

## Международная карьера
Крис представлял Польшу на юношеском уровне. В 2014—2015 годах он сыграл 4 матча за команду до 18 лет, а также отыграл 6 встреч в составе сборной до 19 лет.

## Личная жизнь
Младший брат Криса, Деннис — тоже футболист. В настоящее время он выступает за «Фортуну».